# Trabant 1.1
Der Trabant 1.1 ist das letzte Fahrzeug der Trabant-Baureihe aus dem VEB Sachsenring Automobilwerke Zwickau, ab 1990 der Sachsenring Automobilwerke GmbH.

## Entwicklung
Nach mehreren von der DDR-Regierung (vor allem durch ZK-Wirtschaftssekretär Günter Mittag) abgebrochenen Entwicklungsprojekten in Zwickau zeichnete sich Mitte der 1980er Jahre schließlich die Entwicklung eines neuen Trabant-Modells ab. 1984 erwarb IFA von Volkswagen die Lizenz zum Bau von 1,1- und 1,3-Liter-Viertaktmotoren. Dieser Motor (VW EA111) wurde wie die bisherigen Trabantmotoren auch im VEB Barkas-Werke produziert. Während Wartburg 1.3 und Barkas B 1000-1 den 1,3-Liter-Motor erhielten, wurde in den Trabant der 1,1-Liter-Motor eingebaut, der unter anderem im VW Polo verwendet wurde.
Nach einer Kostenexplosion bei der Bereitstellung des neuen Motors blieb nur noch wenig Geld zur Erneuerung des Modells. Die Entwicklungskosten für den Einbau des VW-Motors betrugen 33,2 Millionen Mark. Das neue Getriebe schlug mit 4,7 Millionen Mark zu Buche. Besonders nachteilig war, dass auch die Zulieferindustrie der DDR zum Teil noch auf dem Stand der 1960er Jahre war und nicht einfach umgestellt werden konnte auf die Fertigung eines VW-Motors der 1980er Jahre. Auch im Barkas-Motorenwerk in Karl-Marx-Stadt mussten zunächst umfangreiche Veränderungen und Neuanschaffungen vorgenommen werden. Die zunächst favorisierte Karosserie eines Prototyps wurde abgelehnt. Stattdessen verbarg sich die modernisierte Technik unter dem nur im Detail veränderten Äußeren des Trabant 601: so erhielt der Trabant 1.1 eine neue Blechmotorhaube, einen neuen Grill, Kunststoffstoßstangen, neue Heckleuchten und einen Tankeinfüllstutzen hinten rechts. Auf den ersten Blick nicht zu sehen sind der verstärkte Vorderwagen zur Aufnahme des schweren Motors und die neue Vorderachse mit MacPherson-Federbeinen und Scheibenbremsen. 1988 und 1989 wurden einige hundert Nullserien-Fahrzeuge gebaut. Anfang 1989 sahen die Beschlüsse der Staatsführung vor, dass der Trabant 1.1 zunächst parallel zum Trabant 601 produziert und diesen 1994 gänzlich ablösen sollte. Für 1995/96 war die Umsetzung einer neuen Karosserie für den Trabant vorgesehen. Mit der politischen Wende änderte sich die Situation schlagartig, und es ging fortan nur noch darum, ob und wie lange der Trabant 1.1 überhaupt produziert würde.

In der damaligen Presse ergab sich 1990 ein geradezu schizophrenes Bild der Bewertung des Trabant 1.1. Einerseits wurde er als ein unzumutbares Auto dargestellt, dessen Serienstart man am besten verhindern sollte. Gleichzeitig wurde dessen offizielle Werksvorstellung und ein Kommentar des IFA-Generaldirektors veröffentlicht, in dem sich dieser über die nicht-verkaufsfördernde Berichterstattung über den Trabant 1.1 brüskiert zeigte. Im Testbericht der wissenschaftlich-nüchternen KFT kam man zu folgender Einschätzung:
„Schon 1973 […] haben wir die große Zeit der kleinen Schritte eingeklagt. Nun ist sie vorbei, und doch kann man sich mit dem Ergebnis nicht anfreunden. Bleibt als Trost, daß sich der Kleinwagen mit der Plastkarosserie aus dem Jahr 1964 und dem Motor aus der Jetztzeit […] wirklich viel besser fährt, als er aussieht.“

### Technische Daten
|                               | Technische Daten 1988 bis 1991                                              |
|                               | Trabant 1.1 Limousine , Universal, Tramp                                    |
| ----------------------------- | --------------------------------------------------------------------------- |
| Motor                         | BM 820 Vierzylinder-Ottomotor, Viertakter (Lizenz VW EA111), quer eingebaut |
| Hubraum                       | 1043 cm³                                                                    |
| Bohrung × Hub                 | 75 mm × 59 mm                                                               |
| Max. Leistung                 | 40 PS (29,4 kW) bei 5300 min−1                                              |
| Max. Drehmoment               | 7,4 kp·m (74 N·m) bei 3000 min−1                                            |
| Verdichtung                   | 9,5:1                                                                       |
| Kühlung                       | Wassergekühlt                                                               |
| Getriebe:                     | Vierganggetriebe mit Knüppelschaltung                                       |
| Schmierung                    | Ölwanne, Ölpumpe                                                            |
| Leergewicht                   | 700 kg, Universal 740 kg, Tramp 730 kg                                      |
| Max. zulässiges Gesamtgewicht | 1085 kg, Universal 1125 kg, Tramp 1155 kg                                   |
| Maße L × B × H                | 3521 mm × 1528 mm × 1448 mm                                                 |
| Radstand:                     | 2020 mm                                                                     |
| Spurweite vorn/hinten         | 1284/1255 mm                                                                |
| Höchstgeschwindigkeit         | 125 km/h                                                                    |
| Kraftstoffverbrauch           | 8 l/100 km                                                                  |
| Tankinhalt                    | 28 l                                                                        |

## Produktionszahlen 1.1
Gesamtproduktion 1.1 Fahrzeuge von 1988 bis 1991
| Jahr             | 1988 | 1989 | 1990   | 1991  | Summe  |
| ---------------- | ---- | ---- | ------ | ----- | ------ |
| Limousine        | 120  | 673  | 15.328 | 385   | 16.506 |
| Universal        | 30   | 49   | 11.926 | 9.184 | 21.189 |
| Tramp            |      |      | 234    | 262   | 496    |
| Pickup           |      |      | 3      |       | 3      |
| Caro             |      |      | 60     |       | 60     |
| Gesamtproduktion | 150  | 722  | 27.553 | 9.831 | 38.256 |

## Am Markt
Das neue Modell wurde im Herbst 1989 vorgestellt und sollte 18.900 Mark kosten. Der Wagen wurde allerdings nicht freudig angenommen. Nach 26 Jahren und bei einer Preissteigerung um 6000 Mark wollte man ein Auto, das Weststandards so sehr hinterherhing, nicht mehr akzeptieren. Auf Ausstattungsvarianten wurde beim 1.1 entgegen ursprünglichen Planungen verzichtet.
Als im Mai 1990 die Produktion des als „IFA Trabant 1.1“ bezeichneten Wagens in Serie ging, war der Vertrag zur Währungs-, Wirtschafts- und Sozialunion mit der Bundesrepublik bereits unterzeichnet. Mit Einführung der DM in der DDR am 1. Juli 1990 waren Westautos für jedermann kurzfristig erhältlich. Dem Image und der Technik westeuropäischer Autohersteller hatte der Trabant nichts entgegenzusetzen. Die Nachfrage war entsprechend gering. Größere Kontingente wurden aufgrund bestehender RGW-Lieferverträge nur noch nach Polen und Ungarn exportiert. Auch die Vermarktungsversuche im Vertrieb von IVM als Caro Tramp 110 in bunten Farben für unter 6000 DM schlugen fehl. Nach nur zwölf Monaten verließ der letzte von 39.474 hergestellten „1.1“ das Werk. Am 30. April 1991 endete damit nach 33 Jahren die Produktion des Trabant. 1995 wurden 444 Trabant 1.1 Universal als sogenannte „Last Edition“ angeboten, die ursprünglich in die Türkei geliefert waren, dort aber wegen Konkurs des Importeurs im Zollhafen von Mersin lagerten und nie an ihr Endziel gelangten. Die Fahrzeuge wurden durch die Sachsenring Automobiltechnik GmbH nach drei Jahren im Zollhafen zurückgekauft, von Rost und Dreck befreit und gründlich überholt. Die „Last Edition“ wurde ab dem 11. Oktober 1995 für 19.444 DM angeboten. Auch dieser Verkauf war nicht mehr erfolgreich, da nur 93 Fahrzeuge zu diesem Preis verkauft wurden. Die übriggebliebenen 351 Trabis wurden an die Supermarktkette „Allkauf“ weitergegeben, die diese für 9.999 DM anbot, und letztlich wurde der letzte Trabant aus dieser Serie an Udo Lindenberg übergeben, der das Fahrzeug für Promotionszwecke zu seinem Musical Hinterm Horizont einsetzte.
Mit Stand 2022 waren insgesamt 1185 Trabant 1.1 (716 Limousinen, 202 Kombis, 267 Tramp) laut KBA in der Bundesrepublik zugelassen.

## Modelle
Der Trabant 1.1 wurde in vier Modellen angeboten:
- Limousine, klassischer Zweitürer
- Universal, klassischer Dreitürer-Kombi
- Tramp, ein offenes Cabrio mit Faltdach, ähnlich dem Trabant-Kübelwagen
- Pick-up, kleiner zweitüriger Pick-up mit freier Ladefläche

## Galerie

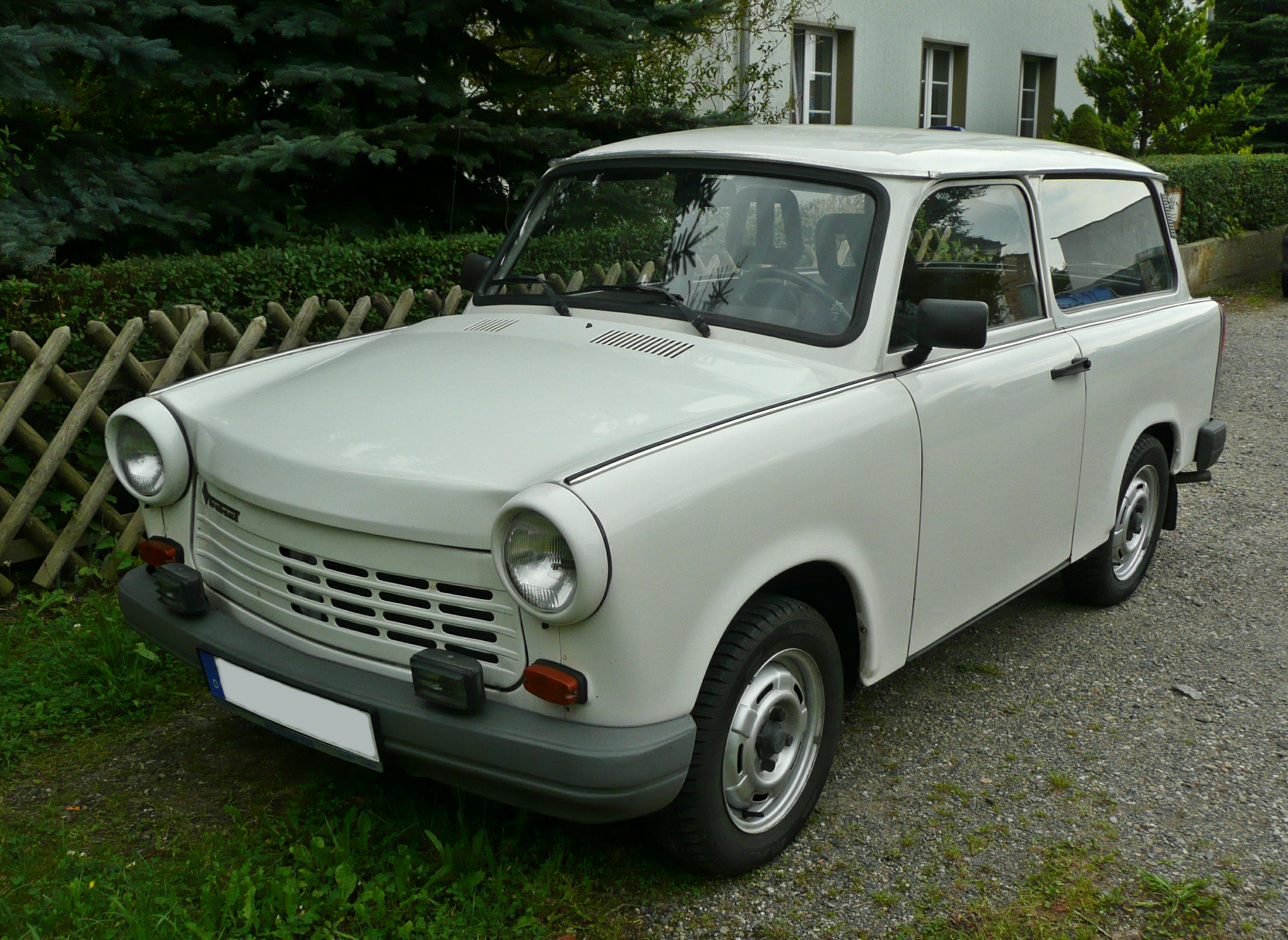
Trabant 1.1 Universal mit neuem Frontgrill und höherer Motorhaube
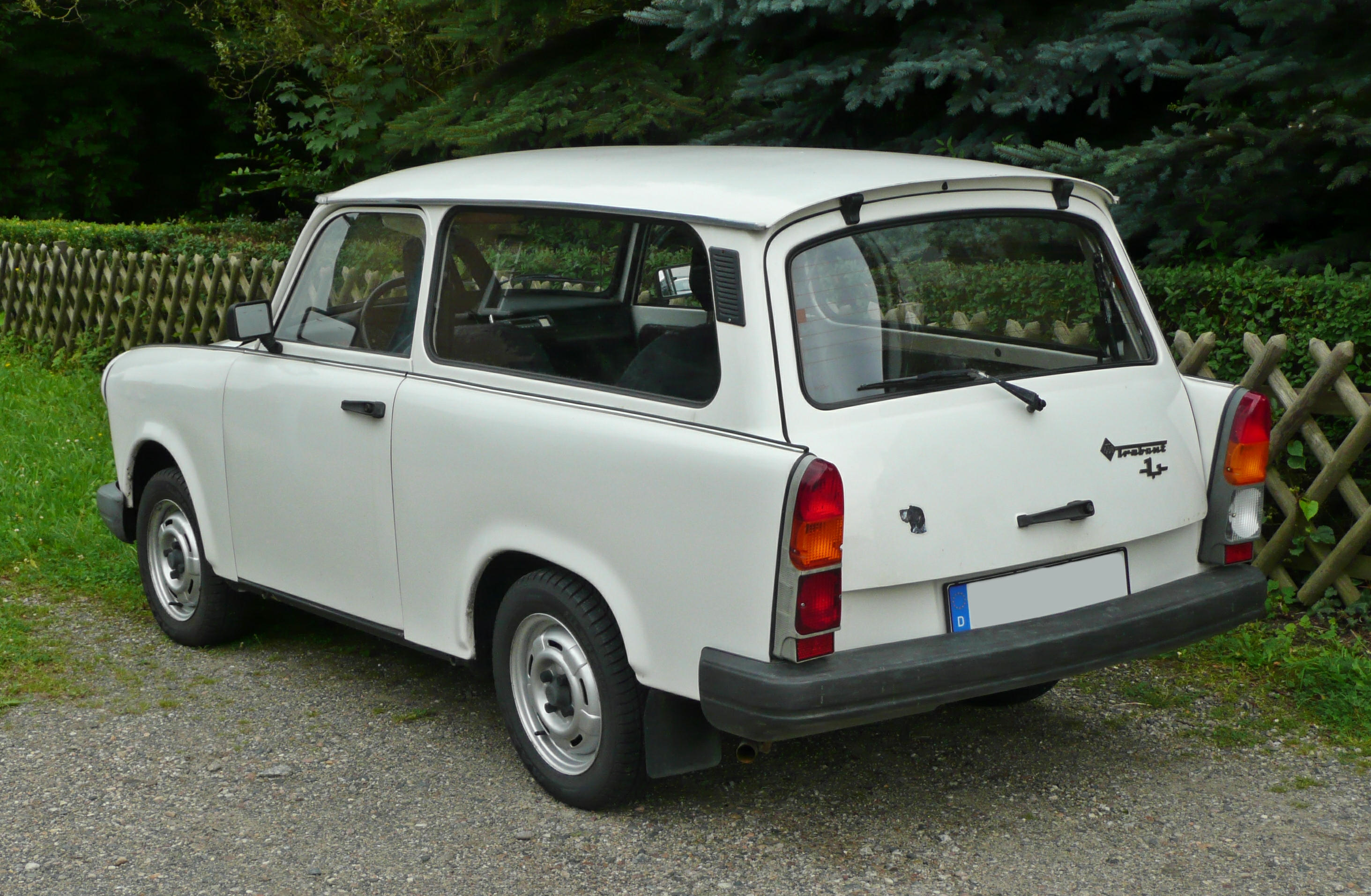
Trabant 1.1 Universal mit neuen Rückleuchten und Plastik-Stoßstange
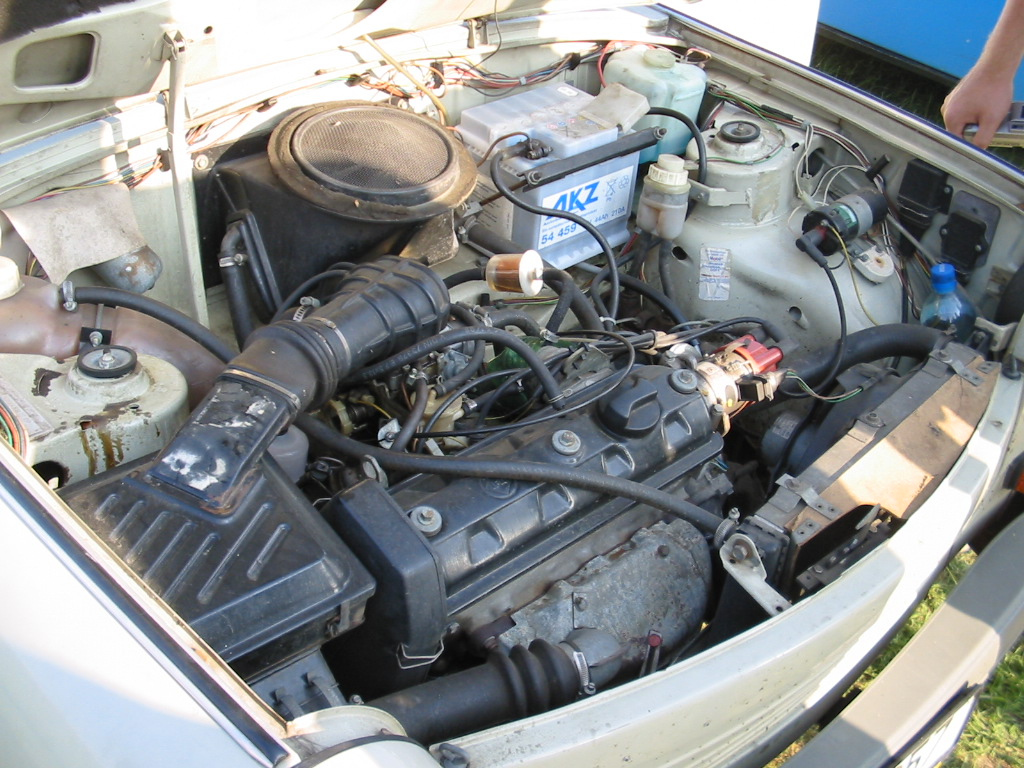
Motorraum des Trabant 1.1
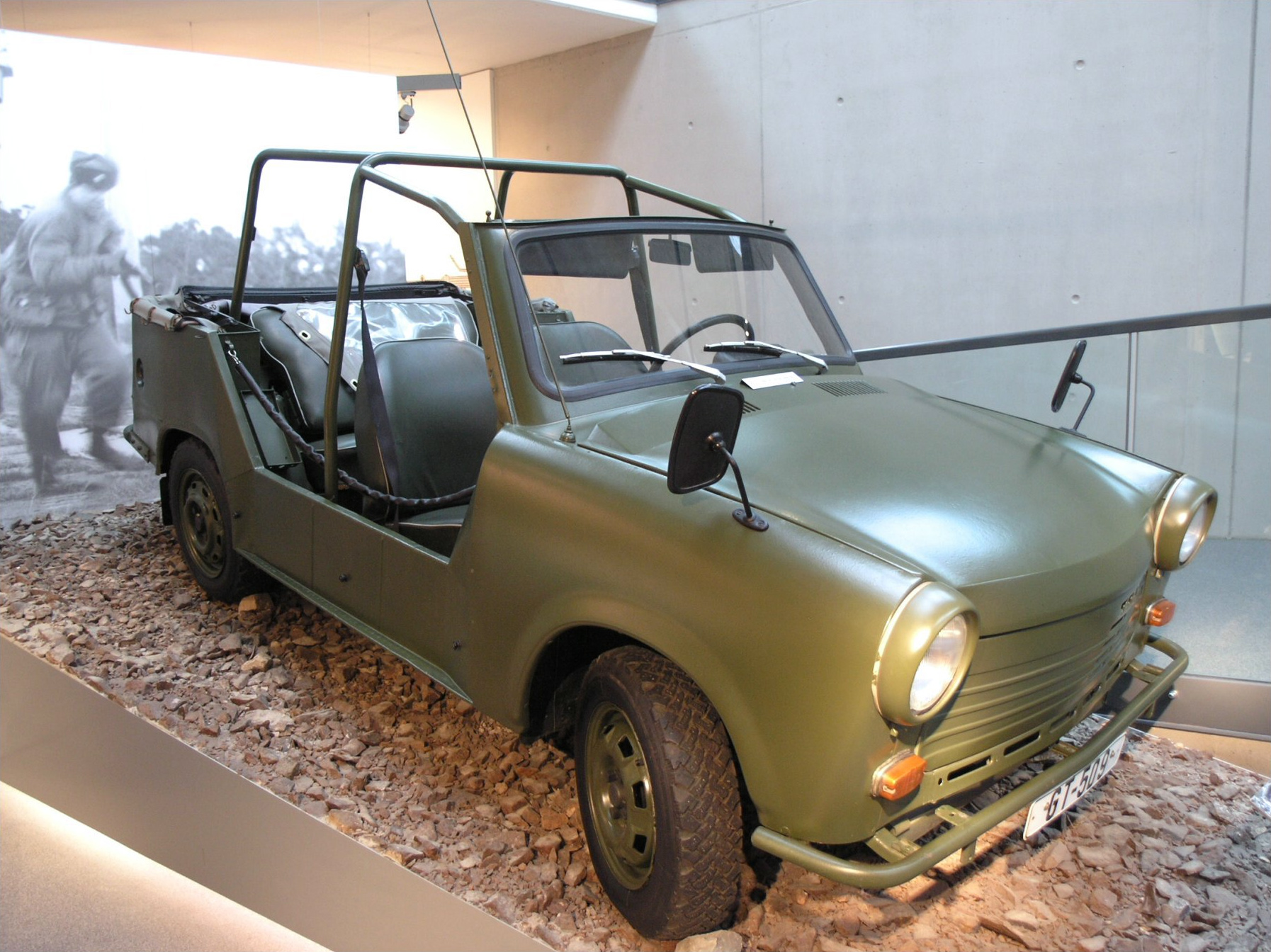
Kübelwagen-Prototyp des Trabant 1.1 (1988)
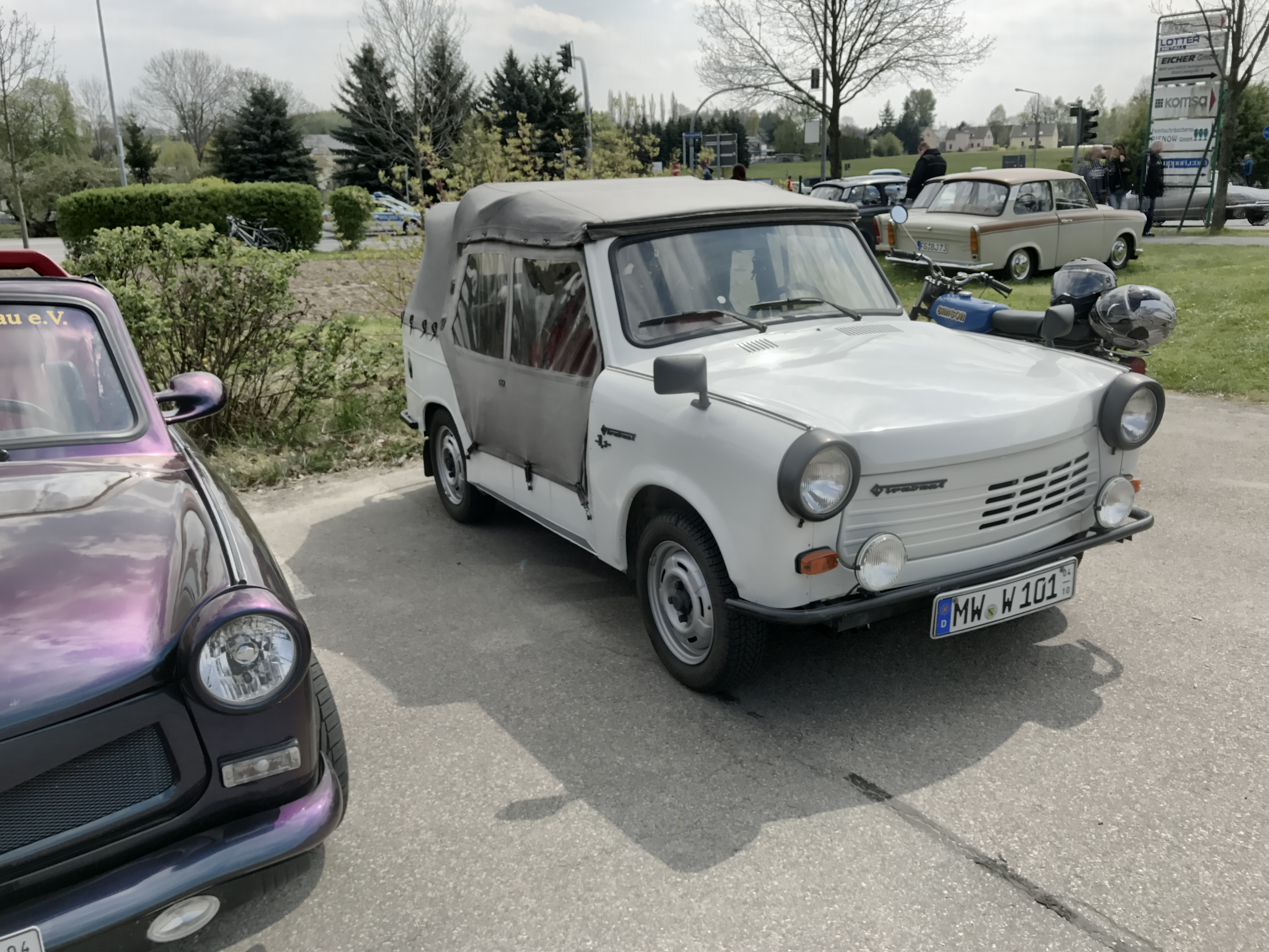
Trabant 1.1 Tramp

## Cabrio-Umbauten

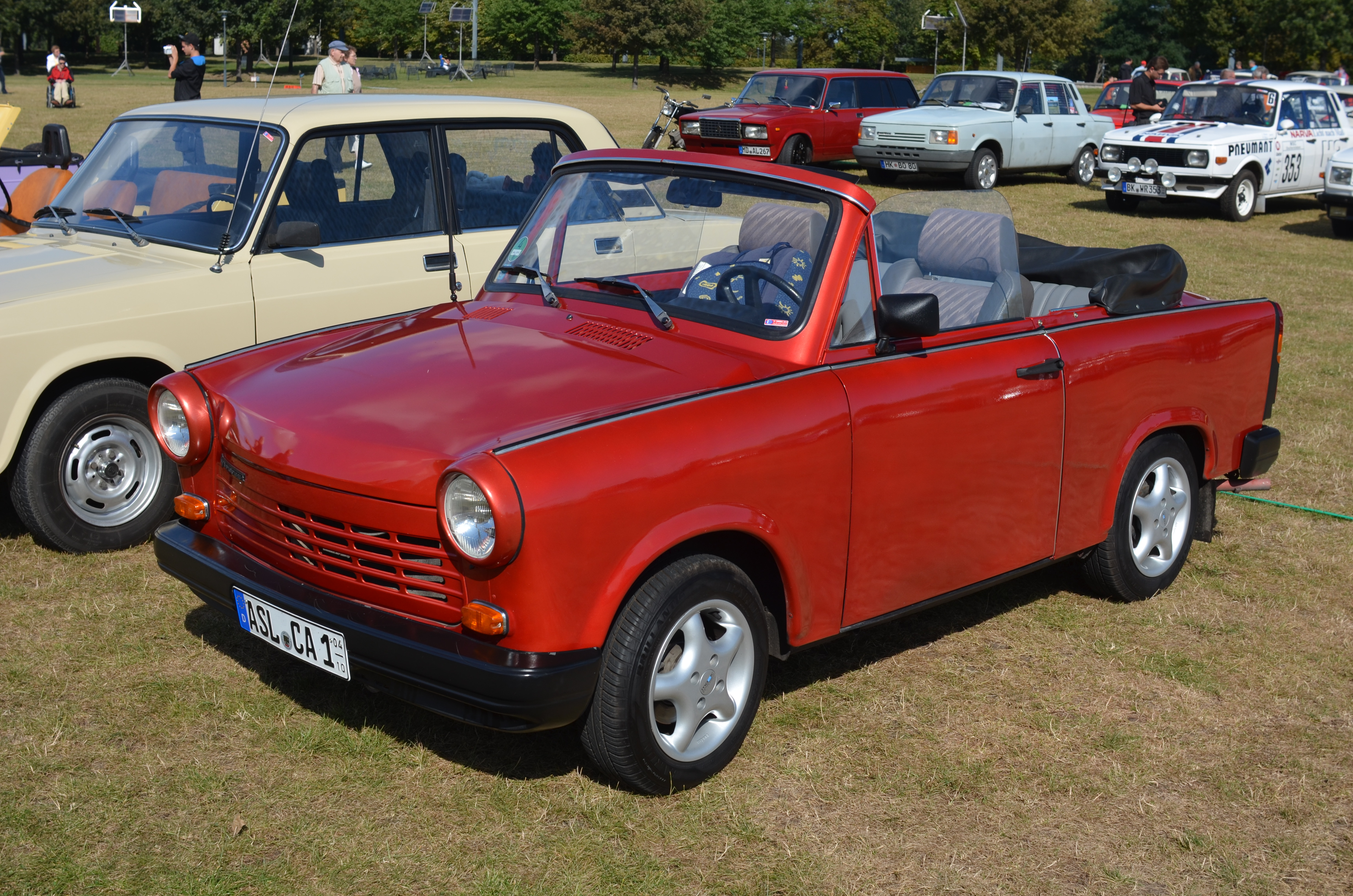
Ab 1993 bot Ostermann Cabrio-Umbausätze auch für den Trabant 1.1 an

Ab 1993 bot das Unternehmen Ostermann aus dem niedersächsischen Osnabrück Umbausätze an, mit denen Trabant-Limousinen zu Cabriolets umgerüstet werden konnten. Der Umbausatz kostete 1090 Euro (anfänglich etwa 2200 DM) und umfasste einen vorbereiteten Gitterrahmen, der im Bereich der Türschweller und der Hinterachse auf den Plattformrahmen geschweißt werden musste, ferner das Verdeckgestänge und die -haut sowie eine Bauanleitung nebst Mustergutachten. Durch einen verstärkten Windschutzscheiben-Rahmen konnte auf einen Überrollbügel verzichtet werden. Bis 2013 sollen etwa eintausend Bausätze verkauft worden sein. Neben dem Trabant 1.1 konnte damit auch die Zweitaktversion Trabant 601 umgerüstet werden. Ferner bot das Unternehmen Rudolf Döge aus Oelzschau (Rötha) einen Cabrio-Umbausatz an, der jedoch aus Stabilitätsgründen einen Überrollbügel verwendet und bei dem ein kleines Stück des Daches am Windschutzscheibenrahmen erhalten bleibt.

### Testberichte
- Trabant 1.1 Limousine. In: KFT Kraftfahrzeugtechnik, Hefte 2/1990, S. 49–51 und 3/1990, S. 80/81.